# Margarita Luna García
Ana Margarita Luna García (* 31. Juli 1921 in Santiago de los Caballeros; † 2016) war eine dominikanische Pianistin und Komponistin.
Luna hatte ab dem zehnten Lebensjahr Klavierunterricht bei Juan Francisco García. Sie erwarb einen Abschluss als Maestra im Fach Klavier am Liceo Musical in Santo Domingo und besuchte dann Kurse für Klaviertechnik und Interpretation bei Paul Marx und Manuel Rueda. Daneben war sie Assistentin Manuel Simós in dessen Klassen für Kontrapunkt, Musikanalyse und Harmonielehre.
1953 gründete sie das Liceo Musical José Oviedo García, das sie zehn Jahre lang leitete. Mitte der 1960er Jahre ging sie in die USA und besuchte Kurse für Komposition und Instrumentation bei Hall Overton, in deren Ergebnis sie ein Streichquartett komponierte. 1969 wurde im Palacio de Bellas Artes ihr Stück Cambiantes für Cello und Orchester unter Leitung von Manuel Simó uraufgeführt. In ihren Kompositionen knüpfte Luna an die serielle Musik an und nahm zeitgenössische Kompositionstechniken wie die Dodekaphonie und Aleatorik auf.
Ana Margarita Luna García starb 2016 im Alter von 94 Jahren in Kanada, wo sie mehr als 20 Jahre lang gelebt hatte.

## Werke
- Cambiantes für Cello und Orchester, 1969
- Epitafio en el aire für Chor, Sinfonieorchester und Erzähler, 1971
- Vigilia eterna, Oratorium für Solist, Erzähler, Chor und Orchester, 1972
- Parámetros für Streichquartett und fünf Blasinstrumente, 1974
- Fantasía für Violine und Klavier
- Tres canciones für Sopran und Klarinette
- Diferencias für Cello, Klavier, Klarinette und Perkussion
- Abstracciones für Violine und Klavier

## Quelle
- El Tren de Yaguaramas - Margarita Luna García